# Sian Ka'an
Sian Ka'an è una riserva della biosfera situata nello stato messicano di Quintana Roo. È diventato parco nazionale nel 1986 e patrimonio dell'umanità dell'UNESCO nel 1987.
Parte della riserva è sulla terraferma, il resto fa parte del mare Caraibico, comprendendo una parte della barriera corallina. La riserva comprende anche 23 siti archeologici relativi alla civiltà Maya.

## Descrizione
La Riserva della Biosfera di Sian Ka'an (il cui nome maya significa Porta del Cielo) si trova nella Penisola dello Yucatán, tra le coordinate 19° 05' - 20° 07' di latitudine nord e 87° 22' - 88° 02' di longitudine ovest e ha un'area complessiva di 5280 km².
Priva di rilievi, la sua superficie prevalentemente calcarea ha favorito la formazione di alcuni tipici pozzi chiamati cenote. Di fronte alla costa di Sian Ka'an, nel mare Caraibico, si trova la seconda più grande barriera corallina al mondo, dopo la Grande barriera corallina sulla costa est dell'Australia. 
La costa è caratterizzata da ampie spiagge di sabbia bianca, piccole baie e mangrovie. Il clima è caldo umido, e la stagione delle piogge si presenta in estate. Dato l'insufficiente drenaggio naturale della zona, durante tale epoca buona parte della sua superficie rimane allagata.  Per la sua ubicazione sulle coste dei Caraibi, Sian Ka'an è esposta ai cicloni tropicali che si formano nella conca del mar delle Antille nel periodo tra giugno e novembre.
Al margine settentrionale si trova una parte del Sistema Ox Bel Ha, formato da una serie di grotte sottomarine.